# Lista de prefeitos de Jequié
Esta é a lista de prefeitos do município de Jequié, estado brasileiro da Bahia.
| Nº | Nome                                                                   | Imagem                | Partido                                          | Início do mandato       | Fim do mandato                        | Observações |
| 1  | Urbano de Sousa Brito Gondim                                           |                       | Partido Republicano Federalista da Bahia PRFB    | 10 de julho de 1897     | 28 de maio de 1900                    | Intendente nomeado pelo Governador do Estado                                                                                             |
| 2  | Nestor Ribeiro                                                         |                       | Partido Social Nacional PSN                      | 29 de maio de 1900      | 16 de setembro de 1900                | Intendente nomeado pelo Governador do Estado                                                                                             |
| 3  | José Alves Pereira                                                     |                       | Partido Social Nacional PSN                      | 17 de setembro de 1900  | 31 de dezembro de 1904                | Intendente nomeado pelo Governador do Estado                                                                                             |
| 4  | João Emílio Rodrigues da Costa                                         |                       | Partido Social Nacional PSN                      | 1° de janeiro de 1905   | 31 de dezembro de 1908                | Intendente nomeado pelo Governador do Estado                                                                                             |
| 5  | José Alves Pereira                                                     |                       | Partido Social Nacional PSN                      | 1° de janeiro de 1909   | 31 de dezembro de 1912                | Intendente nomeado pelo Governador do Estado                                                                                             |
| 6  | Urbano de Sousa Brito Gondim                                           |                       | Partido Republicano Democrático PRD              | 1° de janeiro de 1913   | 29 de março de 1916                   | Intendente nomeado pelo Governador do Estado                                                                                             |
| 7  | José dos Santos Silveira                                               |                       | Partido Republicano Democrático PRD              | 30 de março de 1916     | 31 de dezembro de 1918                | Intendente nomeado pelo Governador do Estado                                                                                             |
| 8  | Antero Cícero dos Santos                                               |                       | Partido Republicano Democrático PRD              | 1° de janeiro de 1919   | 31 de dezembro de 1921                | Intendente nomeado pelo Governador do Estado                                                                                             |
| 9  | José dos Santos Silveira                                               |                       | Partido Democrata Conservador PDC                | 1° de janeiro de 1922   | 31 de dezembro de 1923                | Intendente nomeado pelo Governador do Estado                                                                                             |
| 10 | João Carlos Borges                                                     |                       | Partido Democrata Conservador PDC                | 1° de janeiro de 1924   | 31 de dezembro de 1927                | Intendente nomeado pelo Governador do Estado                                                                                             |
| 11 | Geminiano Saback                                                       |                       | Partido Republicano Baiano PRB                   | 1° de janeiro de 1928   | 3 de novembro de 1930                 | Saback foi eleito Intendente (prefeito) para o período 1928-1932. Mas, passados dois anos após a sua posse, foi deposto pelo novo regime |
| 12 | Gustavo dos Santos                                                     |                       | Partido Republicano Baiano PRB                   | 3 de novembro de 1930   | 1° de fevereiro de 1931               | Prefeito nomeado pelo Governador do Estado                                                                                               |
| 13 | Alcino Ávidos                                                          |                       | Partido Republicano Baiano PRB                   | 2 de fevereiro de 1931  | 8 de agosto de 1932                   | Prefeito nomeado pelo Governador do Estado                                                                                               |
| 14 | José Americano da Costa                                                |                       | Partido Social Democrático da Bahia PSD          | 9 de agosto de 1932     | 15 de novembro de 1933                | Prefeito nomeado pelo Governador do Estado                                                                                               |
| 15 | João Carlos Borges                                                     |                       | Partido Social Democrático da Bahia PSD          | 16 de novembro de 1933  | 21 de dezembro de 1933                | Prefeito nomeado pelo Governador do Estado                                                                                               |
| 16 | Gregório Celli de Freitas                                              |                       | Liga de Ação Social e Política LASP              | 22 de dezembro de 1933  | 4 de abril de 1934                    | Prefeito nomeado pelo Governador do Estado                                                                                               |
| 17 | Virgílio de Paula Tourinho                                             |                       | Partido Social Democrático da Bahia PSD          | 5 de abril de 1934      | 10 de fevereiro de 1937               | Prefeito nomeado pelo Governador do Estado                                                                                               |
| 18 | Antonio Espinheira                                                     |                       | Partido Republicano Democrático PRD              | 11 de fevereiro de 1937 | 9 de setembro de 1937                 | Prefeito nomeado pelo Governador do Estado                                                                                               |
| 19 | Juvenal Carneiro                                                       |                       | Partido Republicano Democrático PRD              | 10 de setembro de 1937  | 31 de dezembro de 1937                | Prefeito nomeado pelo Governador do Estado                                                                                               |
| 20 | Oscar Sá                                                               |                       | Partido Republicano Liberal PRL                  | 1° de janeiro de 1938   | 25 de março de 1938                   | Prefeito nomeado pelo Governador do Estado                                                                                               |
| 21 | Eliezer Sousa Santos                                                   |                       | Partido Progressista PP                          | 26 de março de 1938     | 11 de fevereiro de 1945               | Prefeito nomeado pelo Governador do Estado                                                                                               |
| 22 | José Moreira de Araújo Sobrinho                                        |                       | Partido Progressista PP                          | 12 de fevereiro de 1945 | 29 de maio de 1945                    | Prefeito nomeado pelo Governador do Estado                                                                                               |
| 23 | Mario Lins Ferreira de Araújo                                          |                       | Partido Progressista PP                          | 30 de maio de 1945      | 16 de agosto de 1945                  | Prefeito nomeado pelo Governador do Estado                                                                                               |
| 24 | Waldeck Pinto de Araújo                                                |                       | Partido Social Democrático PSD                   | 17 de agosto de 1945    | 8 de janeiro de 1946                  | Prefeito nomeado pelo Governador do Estado                                                                                               |
| 25 | Clovis de Souza Barreto                                                |                       | Partido Social Democrático PSD                   | 9 de janeiro de 1946    | 24 de abril de 1946                   | Prefeito nomeado pelo Governador do Estado                                                                                               |
| 26 | Waldeck Pinto de Araújo                                                |                       | Partido Social Democrático PSD                   | 25 de abril de 1946     | 26 de setembro de 1946                | Prefeito nomeado pelo Governador do Estado                                                                                               |
| 27 | Atenodoro Vaz da Silva                                                 |                       | Partido Social Democrático PSD                   | 27 de setembro de 1946  | 4 de janeiro de 1948                  | Prefeito nomeado pelo Governador do Estado                                                                                               |
| 28 | Newton Pinto de Araújo                                                 |                       | União Democrática Nacional UDN                   | 5 de janeiro de 1948    | 31 de dezembro de 1950                | Prefeito eleito em sufrágio universal |
| 29 | Antônio Lomanto Jr                                                     |                       | Partido Libertador PL                            | 1° de janeiro de 1951   | 1° de janeiro de 1955                 | Prefeito eleito em sufrágio universal |
| 30 | Ademar Nunes Vieira                                                    |                       | Partido Social Democrático PSD                   | 2 de janeiro de 1955    | 4 de julho de 1958                    | Prefeito eleito em sufrágio universal, faleceu no cargo                                                                                  |
| 31 | Urbano de Almeida Neto                                                 |                       | Partido Social Democrático PSD                   | 4 de julho de 1958      | 31 de dezembro de 1958                | Presidente da Câmara no cargo de titular                                                                                                 |
| 32 | Antônio Lomanto Jr                                                     |                       | Partido Libertador PL                            | 1º de janeiro de 1959   | 1º de janeiro de 1963                 | Prefeito eleito em sufrágio universal |
| 33 | Daniel Andrade                                                         |                       | União Democrática Nacional UDN                   | 2 de janeiro de 1963    | 30 de janeiro de 1967                 | Prefeito eleito em sufrágio universal |
| 34 | Waldomiro Borges                                                       |                       | Aliança Renovadora Nacional ARENA                | 31 de janeiro de 1967   | 30 de janeiro de 1971                 | Prefeito eleito em sufrágio universal |
| 35 | Daniel Andrade                                                         |                       | Aliança Renovadora Nacional ARENA                | 31 de janeiro de 1971   | 30 de janeiro de 1973                 | Prefeito eleito em sufrágio universal |
| 36 | Landulfo Caribé                                                        |                       | Aliança Renovadora Nacional ARENA                | 31 de janeiro de 1973   | 31 de janeiro de 1977                 | Prefeito eleito em sufrágio universal |
| 37 | Walter Santos Sampaio (Jequié, 04.11.1937–)                            |                       | Aliança Renovadora Nacional ARENA                | 1º de fevereiro de 1977 | 31 de janeiro de 1983                 | Prefeito eleito em sufrágio universal |
| 38 | Landulfo Caribé                                                        |                       | Partido Democrático Social PDS                   | 1° de fevereiro de 1983 | 17 de setembro de 1986                | Prefeito eleito em sufrágio universal |
| 39 | José Simões de Carvalho (1921–Jequié, 12.03.2015)                      |                       | Partido Democrático Social PDS                   | 18 de setembro de 1986  | 21 de novembro de 1986                | Vice-prefeito eleito no cargo de titular                                                                                                 |
| 40 | Otávio Bulhões                                                         |                       | Partido Liberal PL                               | 22 de novembro de 1986  | 6 de julho de 1987                    | Prefeito interino nomeado pelo Governador do Estado                                                                                      |
| 41 | Landulfo Caribé                                                        |                       | Partido da Frente Liberal PFL                    | 7 de julho de 1987      | 1º de janeiro de 1989                 | Prefeito eleito de volta ao cargo de titular                                                                                             |
| 42 | Luís Carlos Souza Amaral (Jequié, 09.12.1944–)                         |                       | Partido do Movimento Democrático Brasileiro PMDB | 1º de janeiro de 1989   | 1º de janeiro de 1993                 | Prefeito eleito em sufrágio universal |
| 43 | Antônio Lomanto Jr                                                     |                       | Partido da Frente Liberal PFL                    | 1º de janeiro de 1993   | 1º de janeiro de 1997                 | Prefeito eleito em sufrágio universal |
| 44 | Roberto Britto                                                         | Roberto Britto        | Partido da Frente Liberal PFL                    | 1º de janeiro de 1997   | 1º de janeiro de 2001                 | Prefeito eleito em sufrágio universal |
| 44 | Roberto Britto                                                         | Roberto Britto        | Partido da Frente Liberal PFL                    | 1º de janeiro de 2001   | 1º de janeiro de 2005                 | Prefeito reeleito em sufrágio universal                                                                                                  |
| 45 | Reinaldo Moura Pinheiro (Jequié, 05.01.1951–)                          |                       | Partido Progressista PP                          | 1º de janeiro de 2005   | 1º de janeiro de 2009                 | Prefeito eleito em sufrágio universal |
| 46 | Luís Carlos Souza Amaral (Jequié, 09.12.1944–)                         |                       | Partido do Movimento Democrático Brasileiro PMDB | 1º de janeiro de 2009   | 1º de janeiro de 2013                 | Prefeito eleito em sufrágio universal |
| 47 | Tânia Diniz Correia Leite de Britto, Dr. Tânia (Jordânia, 21.01.1951–) |                       | Partido Progressista PP                          | 1º de janeiro de 2013   | 1º de janeiro de 2017                 | Prefeita eleita em sufrágio universal |
| 48 | Luiz Sérgio Suzarte Almeida, Sérgio da Gameleira (Jequié, 31.01.1976–) |                       | Partido Socialista Brasileiro PSB                | 1º de janeiro de 2017   | 1º de janeiro de 2021                 | Prefeito eleito em sufrágio universal |
| 49 | Zenildo Brandão Santana, Zé Cocá (Itiruçu, 24.04.1976–)                |                       | Partido Progressista PP                          | 1º de janeiro de 2021   | 1º de janeiro de 2025                 | Prefeito eleito em sufrágio universal |
| 49 | Zenildo Brandão Santana, Zé Cocá (Itiruçu, 24.04.1976–)                | 1º de janeiro de 2025 | Partido Progressista PP                          | Atualidade              | Prefeito eleito em sufrágio universal | |